# Гущин, Сергей Ильич
Серге́й Ильи́ч Гу́щин (15 марта 1858, Таганрог — 20 октября 1908, Пятигорск) — российский архитектор.

## Биография
Родился 15 марта 1858 года в семье таганрогского мещанина. В 1880 году окончил с отличием архитектурное отделение Московского училища живописи, ваяния и зодчества и был награждён поездкой в Италию. Затем работал в Москве. С 1880 по 1887 год дважды назначался городским архитектором Ейска. В 1883 году назначен городским архитектором Бердянска. С 1887 по 1899 год работал городским архитектором Таганрога. С весны 1902 года и по 1908 год занимал должность городского архитектора Пятигорска.
В своём творчестве использовал стиль «кирпичной» эклектики с элементами готики, а также стиль модерн.
Скончался 20 октября 1908 года в Пятигорске. Похоронен в Пятигорске.

## Известные проекты
- 1896 — Церковь Святых Петра и Павла, Таганрог. Не сохранилась.[5]
- 1902 — Церковь Иоанна Предтечи, Таганрог. Не сохранилась.[5]
- 1902 — Здание городской Думы, Пятигорск.
- 1903 — Дача «Эльза», Пятигорск.
- 1903 — Гостиница «Эрмитаж», Пятигорск.
- 1904 — Кирха в Николаевской колонии, Пятигорск.
- 1905 — Крытый городской рынок, Пятигорск.
- 1905 — Кофейня Гукасова, Пятигорск.
- 1908 — Ремесленная школа, Пятигорск.
- Рабочий дом для бедных, Пятигорск.
- Карачаевское приходское училище, Пятигорск.
- «Дом Гущина» на улице Крайней, Пятигорск.

## Семья
- Александр Сергеевич Гущин (1902—1950) — сын, доктор искусствоведения, профессор, один из основателей факультета теории и истории искусства в Ленинградской Академии художеств[6].